# Синтана-де-Муреш (комуна)
Синтана-де-Муреш (рум. Sântana de Mureș) — комуна у повіті Муреш в Румунії. До складу комуни входять такі села (дані про населення за 2002 рік):
- Бердешть (419 осіб)
- Куртень (932 особи)
- Кінарі (635 осіб)
- Синтана-де-Муреш (2280 осіб) — адміністративний центр комуни

Комуна розташована на відстані 266 км на північний захід від Бухареста, 3 км на північ від Тиргу-Муреша, 76 км на схід від Клуж-Напоки, 130 км на північний захід від Брашова.

## Населення
За даними перепису населення 2002 року у комуні проживали 4266 осіб.
Національний склад населення комуни:
| Національність | Кількість осіб | Відсоток |
| -------------- | -------------- | -------- |
| угорці         | 1984           | 46,5%    |
| румуни         | 1887           | 44,2%    |
| цигани         | 391            | 9,2%     |
| німці          | 3              | 0,1%     |
| греки          | 1              | < 0,1%   |

Рідною мовою назвали:
| Мова      | Кількість осіб | Відсоток |
| --------- | -------------- | -------- |
| румунська | 2077           | 48,7%    |
| угорська  | 2005           | 47,0%    |
| циганська | 181            | 4,2%     |
| німецька  | 2              | < 0,1%   |
| грецька   | 1              | < 0,1%   |

Склад населення комуни за віросповіданням:
| Релігія                                       | Кількість осіб | Відсоток |
| --------------------------------------------- | -------------- | -------- |
| православні                                   | 1870           | 43,8%    |
| реформати                                     | 1855           | 43,5%    |
| адвентисти                                    | 272            | 6,4%     |
| римо-католики                                 | 108            | 2,5%     |
| п'ятдесятники                                 | 60             | 1,4%     |
| греко-католики                                | 34             | 0,8%     |
| не релігійні                                  | 16             | 0,4%     |
| унітарії                                      | 10             | 0,2%     |
| баптисти                                      | 6              | 0,1%     |
| лютерани (Синодально-пресвітеріанська церква) | 5              | 0,1%     |
| бретрени                                      | 3              | 0,1%     |
| лютерани (Аугсбурзького сповідання)           | 2              | < 0,1%   |
| атеїсти                                       | 2              | < 0,1%   |
| не вказали релігію                            | 1              | < 0,1%   |